# Olympijský stadion Australia
Olympijský stadion Australia (anglicky: Stadium Australia, nyní ANZ Stadium) je multifunkční sportovní stadion v Sydney ve čtvrti Homebush Bay. Byl hlavním stadionem, na kterém se konaly slavnostní ceremoniály a soutěže v atletice a finále fotbalového turnaje při letních olympijských hrách v roce 2000.

## Výstavba pro olympijské hry
Stavba stadionu začala v roce 1996 podle projektu společnosti Bligh Lobb Sports Architects. Po dokončení stavby dostali její tvůrci prestižní ocenění od britského sdružení British Construction Industry i řadu jiných ocenění.
Stavba stadionu reflektovala i podmínky v Sydney. Zastřešení stadionu nenarušilo přirozenou cirkulaci vzduchu, ale s pomocí průsvitného materiálu vedlo k vhodnému omezení dopadu silných slunečních paprsků. Střecha, testovaná kvůli místním vysokým větrům i v aerodynamickém tunelu, naopak odráží hluk z tribun zpět do stadionu, aby byla zajištěna optimální sportovní atmosféra. Většina osvětlení a ohřevu vody je realizována s pomocí sluneční energie.
Slavnostní otevření stadionu proběhlo při exhibičním utkání Austrálie se světovým výběrem hvězd FIFA v červnu 1999.
Před zahájením olympijských her prošel stadion ostrými zkouškami při ragbyových a fotbalových zápasech a přípravném exhibičním utkání dvou týmů ligy amerického fotbalu NFL.
Mezi vrcholy olympijského programu, které se konaly na stadionu Australia, patřily oba slavnostní ceremoniály, přičemž slavnostní zakončení sledovalo více než 110 tisíc diváků, a také finále běhu žen na 400 metrů s hvězdou her Cathy Freemanovou.

## Využití po olympijských hrách

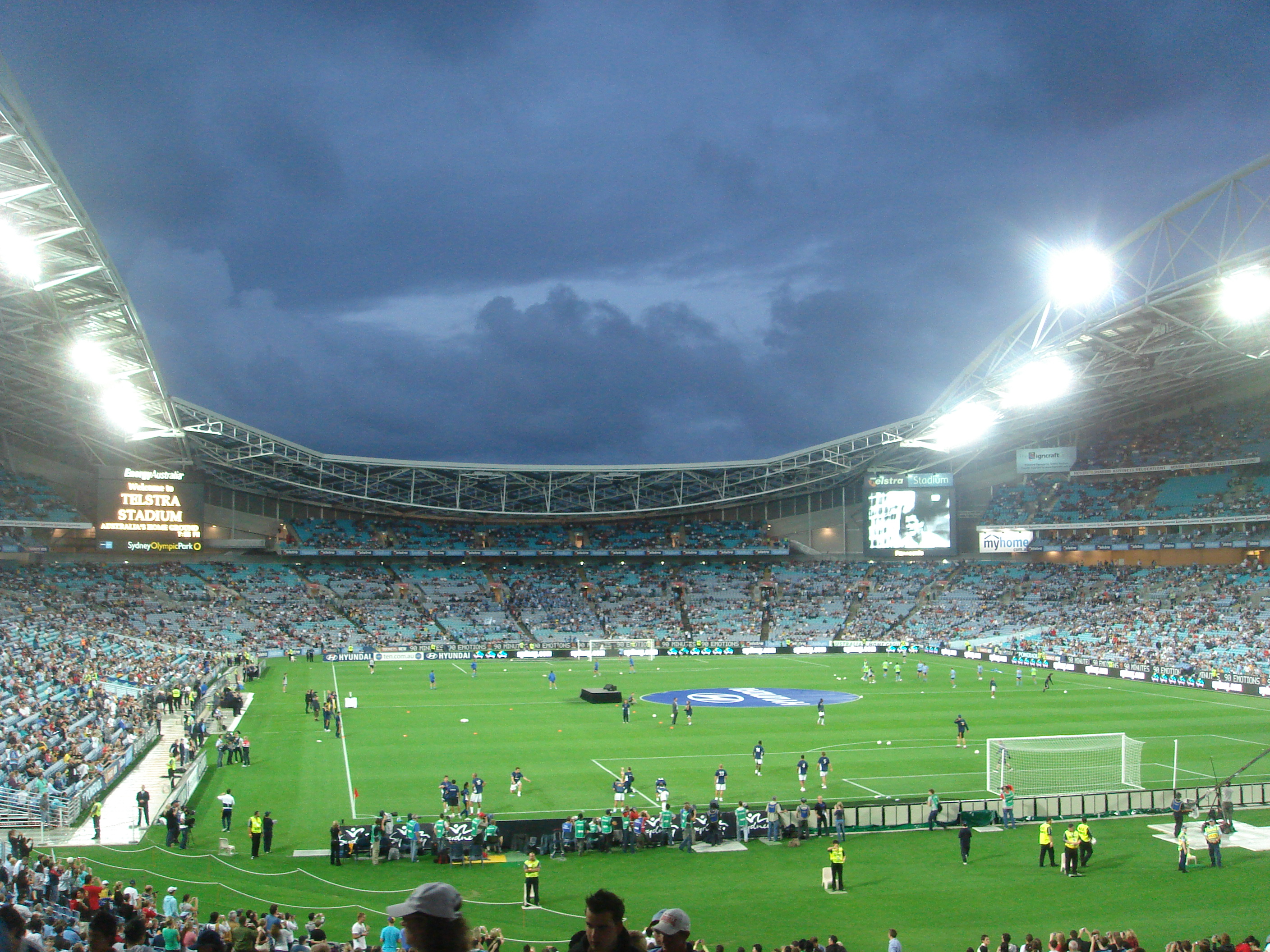
Stadion Australia po přestavbě a snížení kapacity

Po olympijských hrách byl v roce 2002 stadion přestavěn, aby lépe vyhovoval plánovanému využití pro sporty populární v Austrálii, přičemž se výrazně změnil celkový vzhled stadionu. Byly sníženy tribuny na kratších stranách stadionu, kapacita tak byla snížena na 83 000 diváků (zhruba ještě o dva tisíce méně v případě oválné plochy hřiště pro australský fotbal a kriket), ale všechna sedadla jsou nyní krytá. Přestavbu provedla firma Multiplex Construction. Výsledkem přestavby je také rychlá rekonfigurace podle potřeb konkrétní pořádané akce, která trvá od 8 do 12 hodin.
Stavba i přestavba stadionu byla realizovaná se značným důrazem na ekologická hlediska, dokonce i možná budoucí demolice po vypršení živnostnosti stadionu má proběhnout se znovuvyužitím až 98 % materiálů.
Po rekonstrukci byl stadion otevřen pro mistrovství světa v ragby v roce 2003, kde hostil úvodní zápas i všechny rozhodující duely od semifinále po finále, ve kterém před 82 957 diváky Austrálie podlehla Anglii 17:20 po prodloužení. 16. listopadu 2005 se na místě konal i rozhodující zápas baráže o mistrovství světa ve fotbale 2006, v němž díky výhře na penalty Austrálie vyřadila Uruguay a kvalifikovala se na šampionát. Zápas tehdy sledovalo 82 698 diváků.
V roce 2002 získala marketingová práva na jméno stadionu společnost Telstra, ale na konci roku 2007 stadion znovu změnil jméno a po podpisu nové smlouvy za sumu 31,5 milionu dolarů za sedm let je nyní nazýván podle finanční společnosti ANZ Bank.